# Lega Nazionale Pallacanestro (2013)
La Lega Nazionale Pallacanestro (inizialmente Nuova Lega Nazionale Pallacanestro, nota con l'acronimo LNP)  è l'associazione che gestisce dal 2013 la Serie A2, la Serie B Nazionale, la Coppa Italia LNP e la Supercoppa LNP. Fino alla stagione 2014/15 ha gestito anche la Serie C prima che questa categoria venisse soppressa.

## Storia
La Lega Nazionale Pallacanestro è nata con Atto Costitutivo datato 23 aprile 2013, di fatto raccogliendo l’eredità delle associazioni Legadue (professionistica) e Lega Nazionale Pallacanestro (dilettantistica), messe in liquidazione in seguito alla riforma dei campionati italiani di pallacanestro determinata dalla FIP nel corso del Consiglio Federale del 14-15 aprile 2012 che ha visto il passaggio dal professionismo al dilettantismo del campionato di Legadue, con la relativa trasformazione nei campionati "Gold" e "Silver".

Presidente della LNP è Pietro Basciano, attuale proprietario e presidente della Pallacanestro Trapani succeduto a Graziella Bragaglio (primo presidente della LNP) il 13 dicembre 2014; il direttore generale è l'ex cestista Claudio Coldebella.

La sede della LNP è a Bologna, in Piazza dei Martiri 1943-45 numero 5.

## Sponsor

Il logo della federazione dal 2013 al 2019

Di seguito la lista delle aziende che, nel corso degli anni, sono state i title sponsor della lega e di tutti i campionati gestiti da essa:
- 2013-2014: Adecco
- 2015-2017: Citroën
- 2017-attuale: Old Wild West